# Municipio de West Lucas
El municipio de West Lucas (en inglés: West Lucas Township) es un municipio ubicado en el condado de Johnson en el estado estadounidense de Iowa. En el año 2010 tenía una población de 8152 habitantes y una densidad poblacional de 342,12 personas por km².

## Geografía
El municipio de West Lucas se encuentra ubicado en las coordenadas 41°36′33″N 91°33′21″O / 41.60917, -91.55583. Según la Oficina del Censo de los Estados Unidos, el municipio tiene una superficie total de 23.83 km², de la cual 23.53 km² corresponden a tierra firme y (1.25%) 0.3 km² es agua.

## Demografía
Según el censo de 2010, había 8152 personas residiendo en el municipio de West Lucas. La densidad de población era de 342,12 hab./km². De los 8152 habitantes, el municipio de West Lucas estaba compuesto por el 77.09% blancos, el 8.89% eran afroamericanos, el 0.34% eran amerindios, el 6.4% eran asiáticos, el 0.05% eran isleños del Pacífico, el 4.17% eran de otras razas y el 3.05% pertenecían a dos o más razas. Del total de la población el 9.07% eran hispanos o latinos de cualquier raza.